# St. Florian (Linz-Land)
St. Florian (auch Sankt Florian)  ist eine Marktgemeinde in Oberösterreich im Bezirk Linz-Land im Oberösterreichischen Zentralraum mit 6318 Einwohnern (Stand 1. Jänner 2024).
Es ist vor allem bekannt für das Stift Sankt Florian, in dem auch Anton Bruckner als Organist wirkte und unter dessen Orgel er bestattet ist. Der Ort und das Stift sind nach dem Heiligen Florian benannt. Erwähnenswert sind auch das Jagdmuseum, das Feuerwehrmuseum und das Freilichtmuseum Sumerauerhof.

## Geografie
St. Florian liegt auf 296 m Höhe im Oberösterreichischen Zentralraum. Die Ausdehnung beträgt von Nord nach Süd 7,7 km, von West nach Ost 10,2 km. Der höchste Punkt des Gemeindegebietes befindet sich auf 366 Metern Höhe, der niedrigste Bereich im Norden des Gemeindegebietes weist eine Höhenlage von 257 Metern auf. Die Gesamtfläche umfasst 44,12 km² und ist damit flächenmäßig die größte Gemeinde im Bezirk Linz-Land. 14,9 Prozent der Fläche sind bewaldet, 75,3 Prozent der Fläche waren 2001 landwirtschaftlich genutzt. Des Weiteren entfielen 5,0 Prozent auf Gärten, 1,1 Prozent auf Bauflächen, 0,5 Prozent auf Gewässer und   3,2 Prozent auf sonstige Flächen. Nachbargemeinden sind Linz und Asten, Enns im Osten, Hargelsberg im Südosten, Hofkirchen im Traunkreis und Niederneukirchen im Süden, St. Marien im Südwesten und Ansfelden im Westen.

### Landschaft
St. Florian ist namensgebender Hauptort des Florianer Landls. Das Gemeindegebiet liegt großteils in der flach bis welligen Raumeinheit Traun-Enns-Riedelland und wird von kleinen und größeren Bachtälern durchzogen, die von hohen Galeriewäldern und flächigen Waldbeständen umgeben sind. Zudem bestehen kleine Waldflächen auf flachen Rücken und in Tälern, auf den Terrassenebenen überwiegt strukturarme Landwirtschaft.

### Geologie und Böden
Geologisch gesehen liegt das Gebiet im sogenannten
Deckenschotterbereich. Dieser entstand, als in den älteren Eiszeiten (Günz, Mündel) große Flüsse ihre Schottermassen in unterschiedlicher Mächtigkeit auf die durch Verlandung entstandene neue Oberfläche (Schliersockel) der
Molassezone schüttete. Der Schotter wurde in der Folge von mehreren Metern mächtigen Deckenlehmpaketen überlagert, während die Schotterfluren durch die Flüsse in Terrassen zerschnitten wurden. Durch die Erosion der Terrassen kam es zur Bildung des Hügellandes.
Auf den weiten sanften Hängen herrschen tiefgründige, mit Wasser gut versorgte bis mäßig wechselfeuchte, pseudovergleyte, kalkfreie Lockersediment-Braunerden vor. Auf den Verebnungsflächen besteht wechselfeuchter Pseudogley. Steilere Hänge und Plateauränder weisen wiederum Farb-Ortsböden oder grobstoffreichere Lockersediment-Braunerde auf. In den Unterhängen, Mulden, Talsohlen und Gräben bestehen von Grundwasser beeinflusste Bodenformen wie vergleyte Lockersediment-Braunerden und Grundwassergleye. Auf der Niederterrasse sind vor allem Pararendzinen und Lockersedimentbraunerden anzutreffen.

### Vegetation
Im Gemeindegebiet bestehen kolline (200 bis 300 Höhenmeter) und submontane (300 bis 550 Meter) Höhenlagen. Der Bereich der Niederterrasse entlang der Westautobahn besteht großteils aus intensiv genutztem Grün- und Ackerland. Auch das Hügelland wird intensiv für die Landwirtschaft genutzt, jedoch bestehen hier auch zahlreiche Waldzellen mit überwiegend von Fichten dominierten Nadelwaldforsten sowie durchwegs naturnahe Uferbegleitgehölze im Bereich der Fließgewässer. Neben kleinflächigen Obstbaumwiesen und -reihen lockern vereinzelt auch Heckenzüge zwischen den Feldern die Landschaft auf. Im gesamten Gemeindegebiet finden sich nur wenige, naturschutzfachlich wertvolle Bereiche. Von Bedeutung als „Trittsteinbiotope“ sind vor allem die wenigen naturnahen Waldzellen und die kleinen aber verbreiteten Obstbaumwiesen sowie die Uferbegleithölzer. Ebenfalls von Bedeutung ist eine Fiederzwenkböschung bei Rohrbach, die jedoch immer mehr verbuscht.

### Gewässer
Alle Gewässer auf dem Gemeindegebiet verlaufen Richtung Norden zur Donau und entwässern außerhalb des Gemeindegebietes direkt oder indirekt auch in die Donau. Es sind dies von Westen nach Osten der Tagerbach, der Ipfbach, der St. Marienbach und der Kristeinbach. Die Bäche sind streckenweise relativ naturnah ausgeprägt und lediglich in den Siedlungsbereichen stark reguliert. In der Gemeinde liegen zudem weit verstreut zahlreiche Teiche, insbesondere strukturlose Fischteiche. Im Bereich von Schloss Hohenbrunn weisen zwei der Teichen relativ naturnahe Röhrichtzonen und Uferbewuchs auf.

### Gemeindegliederung
Das Gemeindegebiet von St. Florian ist in zwölf Katastralgemeinden unterteilt. Diese sind Enzing (430,52 Hektar), Fernbach (374,71  Hektar), Gemering (439,12 Hektar), Mickstetten (442,80 Hektar), Niederfraunleiten (381,93 Hektar), Oberweidlham (293,11 Hektar), Rohrbach (446,56 Hektar), Samesleiten (410,48 Hektar), St. Florian Markt (342,90  Hektar), Taunleiten (312,47 Hektar), Tillysburg (316,01 Hektar) und Unterweidlham (226,49 Hektar).
Ortsteile sind (in Klammer Einwohnerzahl Stand 1. Jänner 2024):
- Bruck bei Hausleiten (72)
- Bruck bei Tödling (85)
- Enzing (77)
- Fernbach (126)
- Gemering (10)
- Hausleiten (85)
- Hohenbrunn (73)
- Mickstetten (111)
- Niederfraunleiten (113)
- Oberfraunleiten (29)
- Oberndorf (22)
- Oberweidlham (95)
- Ölkam (302)
- Rohrbach (976)
- Samesleiten (192)
- Sankt Florian (3346)
- Taunleiten (250)
- Tillysburg (99)
- Tödling (83)
- Unterweidlham (38)
- Weilling (134)

Die Gemeinde war ursprünglich Teil des Gerichtsbezirks Enns, seit 1. Jänner 2014 gehört die Gemeinde zum Gerichtsbezirk Steyr.

### Nachbargemeinden
| Ansfelden        | Linz                                        | Asten       |
| St. Marien       | Kompassrose, die auf Nachbargemeinden zeigt | Enns        |
| Niederneukirchen | Hofkirchen im Traunkreis                    | Hargelsberg |

## Geschichte
Ursprünglich trug die Ansiedlung die Bezeichnung „Buch“, zurückzuführen auf die in der Gegend reichlich vorhandenen Buchenwälder. Aufschwung nahm der Ort, als aufgrund der Legende um den hl. Florian ein zuerst kleines Kloster errichtet wurde und St. Florian bald Bedeutung als Wallfahrtsort erlangte.
Im Ostteil des Herzogtums Baiern liegend, gehörte der Ort seit dem 12. Jahrhundert zum Herzogtum Österreich. Seit 1490 wird er dem Fürstentum Österreich ob der Enns zugerechnet. Die Markterhebung war 1493.
Während der Napoleonischen Kriege war St. Florian mehrfach besetzt.
Seit 1918 gehört die Marktgemeinde zum Bundesland Oberösterreich. Nach dem Anschluss Österreichs an das Deutsche Reich am 13. März 1938 war St. Florian Teil des Gau Oberdonau. Nach 1945 erfolgte die Wiederherstellung Oberösterreichs.

### Bevölkerungsstruktur
2013 lebten in der Gemeinde St. Florian 6.024 Menschen, womit St. Florian die bevölkerungsmäßig siebtgrößte Gemeinde der 22 Gemeinden des Bezirks war. Bezogen auf die Bevölkerungsdichte war die Gemeinde mit 137 Einwohnern pro Quadratkilometer im unteren Mittelfeld der Gemeinden. Ende 2001 waren 96,5 Prozent der Bevölkerung österreichische Staatsbürger (Oberösterreich 92,8 Prozent, Bezirk Linz-Land 91,4 Prozent), bis zum Jahresbeginn 2013 stieg der Wert unbedeutend auf 96,8 Prozent (Oberösterreich 91,1 Prozent, Bezirk Linz-Land 89,0 Prozent). Insgesamt wurden 2013 in der Gemeinde 195 Ausländer gezählt, die zu 92 Prozent aus Europa stammten. Das größte Kontingent stellten Menschen aus den EU-Ländern sowie Menschen mit einer Staatsbürgerschaft aus dem ehemaligen Jugoslawien (ohne Slowenien), die alleine 22 Prozent aller Ausländer ausmachten. Von der Bevölkerung St. Florians waren 2013 480 im Ausland geboren. Zur römisch-katholischen Kirche bekannten sich 2001 84,0 Prozent der Einwohner (Oberösterreich: 79,4 Prozent), 2,4 Prozent waren evangelisch, 9,9 Prozent ohne Bekenntnis und 1,7 Prozent islamischen Glaubens.
Der Altersdurchschnitt der Gemeindebevölkerung lag 2001 etwa im Landesdurchschnitt. 20,0 Prozent der Einwohner von St. Florian waren jünger als 15 Jahre (Oberösterreich: 18,8 Prozent), 63,9 Prozent zwischen 15 und 59 Jahre alt (Oberösterreich: 61,6 Prozent). Der Anteil der Einwohner über 59 Jahre lag mit 18,2 Prozent etwas unter dem Landesdurchschnitt von 20,2 Prozent. Der Altersdurchschnitt der Bevölkerung von St. Florian veränderte sich in der Folge im unteren und mittleren Segment. Der Anteil der unter 15-Jährigen sank per 1. Jänner 2013 stark auf 13,8 Prozent, während sich der Anteil der Menschen zwischen 15 und 59 Jahren auf 67,9 Prozent deutlich erhöhte. Der Anteil der über 59-Jährigen blieb hingegen mit 18,3 Prozent konstant. Nach dem Familienstand waren 2001 41,3 Prozent der Einwohner von St. Florian ledig, 48,3 Prozent verheiratet, 5,4 Prozent verwitwet und 5,0 Prozent geschieden.

### Bevölkerungsentwicklung
Die Gemeinde St. Florian verzeichnete zwischen dem späten 19. Jahrhundert und dem Jahr 1939 kaum eine Bevölkerungsbewegung. Vielmehr schwankte die Einwohnerzahl zwischen rund 3.600 und 3.800 Einwohnern und war 1869 und 1939 fast gleich hoch. Die Bevölkerungsentwicklung verlief dabei verglichen mit dem Land Oberösterreich und dem Bezirk Linz-Land unterdurchschnittlich. Zwischen 1939 und 1951 kam es zu einem kurzfristigen Wachstum von rund 17 Prozent, jedoch ging die Einwohnerzahl bis 1961 wieder nahezu auf den Ausgangswert zurück. In den 1970er und 1980er Jahren gab es ein leichtes Bevölkerungswachstum, erst in den 1980er Jahren kam es mit einem Wachstum von 24 Prozent zu einem deutlichen Sprung. In den folgenden zwei Jahrzehnten wuchs die Bevölkerung um jeweils rund 9 Prozent. Das starke Wachstum der Gemeindebevölkerung ist überwiegend auf die Zuwanderung zurückzuführen. Diese war in den letzten Jahrzehnten immer stark positiv und insbesondere in den 1980er Jahren besonders hoch. Auch die Geburtenbilanz der Gemeinde war bis in die 1990er Jahre positiv, das Geburtenplus fiel jedoch immer weit niedriger als das Wanderungsplus aus. Seit 2002 drehte die Geburtenbilanz seit Jahrzehnten erstmals ins Minus, dennoch konnte die Gemeinde auf Grund der hohen Zuwanderungszahlen weiter wachsen.

## Kultur und Sehenswürdigkeiten

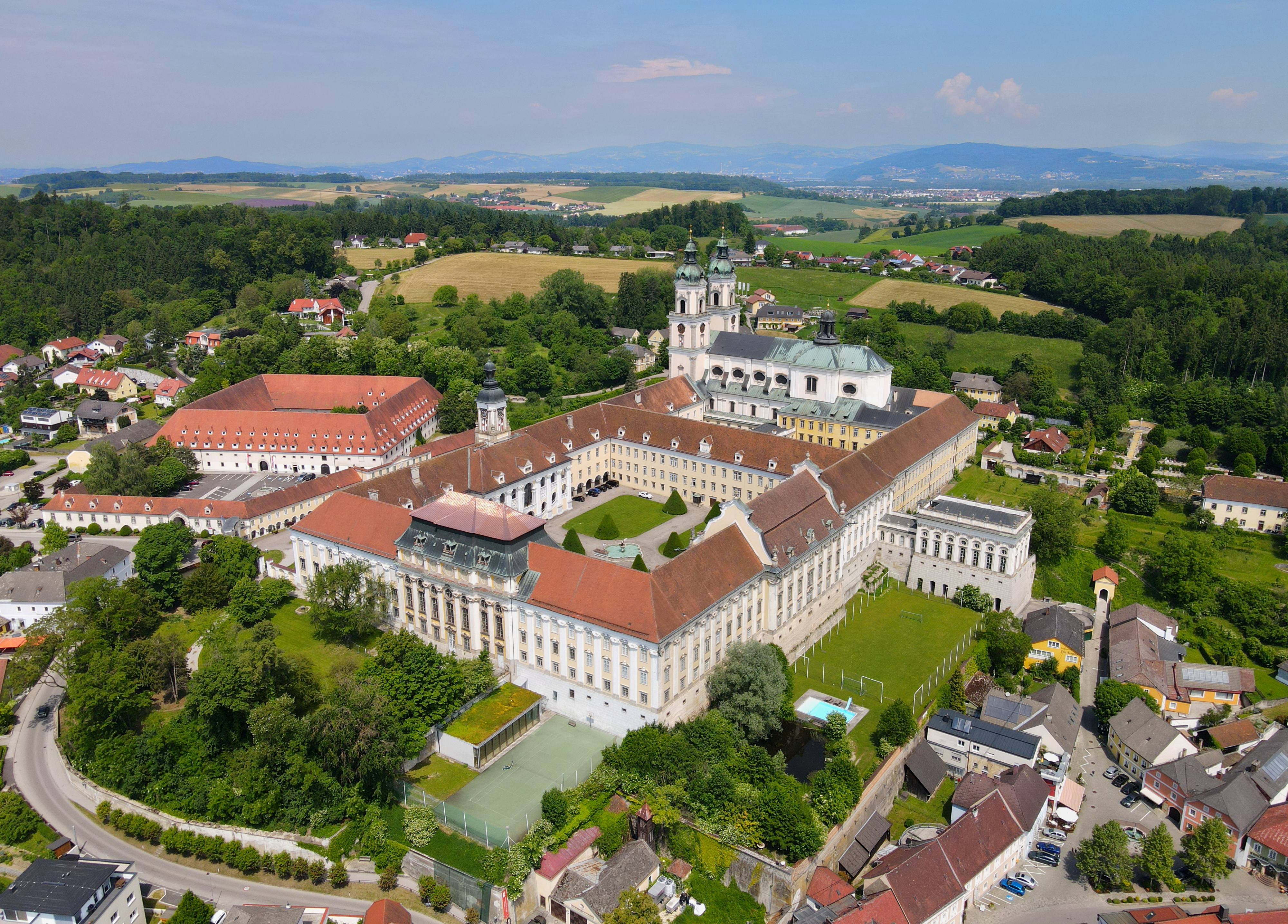
Stift St. Florian

- Das Stift St. Florian dominiert als barocke Klosteranlage den Ort und wurde von 1686 bis 1750 von Carlo Antonio Carlone und Jakob Prandtauer errichtet. Die Stiftsbasilika ist eine prunkvolle barocke Stiftskirche und wurde 1999 zur Basilika minor erhoben. Die Stiftsbibliothek ist ein spätbarocker Saal.
- Das Schloss Hohenbrunn wurde von 1722 bis 1732 nach den Plänen von Jakob Prandtauer errichtet und beherbergt das Oberösterreichische Jagdmuseum.
- Das Freilichtmuseum Sumerauerhof mit einem landestypischen Vierkanthof erlaubt einen einzigartigen Einblick in das Leben oberösterreichischer Bauern im 19. Jahrhundert. Eine Vielzahl von Sonderausstellungen und Veranstaltungen zeigen Handwerkskünste und das kulturelle Leben von St. Florian.
- Schloss Tillysburg
- Burg Volkenstorf
- Das Feuerwehrmuseum St. Florian präsentiert im Stiftsmeierhof seit 1984 die technische und die gesellschaftliche Entwicklung des Feuerwehrwesens.
- Der seit 1987 bestehende Kulturtreff ALTES KINO bietet ein abwechslungsreiches Programm mit Konzerten, Kabaretts usw.

### Regelmäßige Veranstaltungen
- Floriana – Biennale für Literatur: Die Floriana ist ein 1993 begonnener Literaturwettbewerb, in dessen Rahmen ein Literaturpreis vergeben wird.

## Wirtschaft und Infrastruktur

### Verkehr
St. Florian hat einen direkten Anschluss an die Westautobahn (A1), die entlang der nördlichen Gemeindegrenze verläuft. Hier befindet sich auch die Wiener Straße (B1), die Linz mit Enns verbindet. Östlich der Gemeindegrenze verläuft die Steyrer Straße, die die Westautobahn an die Stadt Steyr anbindet. Neben den überregionalen Verkehrsverbindungen schließen die zahlreichen Landesstraßen das Gemeindegebiet auf. Die Wolferner Straße (L 564) verläuft von Nordwesten nach Süden durch das Gemeindegebiet und verbindet St. Florian mit Linz im Norden und Niederneukirchen im Süden. Die Sankt-Marien-Straße (L1374) verbindet den Süden der Gemeinde mit Sankt Marien, die Ipfstraße verläuft vom Ortsteil Niederfraunleiten nach Norden bis zur A1 und zur B1 und es besteht eine direkte Verbindung nach Steyr. Die Tillysburgstraße (L 1401) erschließt ausgehend von der Westautobahn das östliche Gemeindegebiet und verbindet St. Florian mit Hofkirchen im Traunkreis. Vom Markt St. Florian nach Süden in die Nachbargemeinde Hofkirchen führt zudem die Thannstraße (L 1349), zudem dient die Koglberger Straße (L 1400) als Verbindungsstraße zwischen dem Markt und der Tillysburgstraße. Der nächstgelegene Bahnhof befindet sich in Asten an der überregional bedeutenden Westbahnstrecke mit direkter Verbindung nach Linz und Amstetten.

### Sicherheit und Gesundheitswesen
Der Pflichtbereich Markt Sankt Florian verfügt über drei Freiwillige Feuerwehren und ist Teil von dem Abschnitt Enns. 1872 wurde nach einem verheerenden Brand in der Ziegelei die erste Feuerwehr des Ortes gegründet.

## Politik
Der Gemeinderat hat 31 Mitglieder.

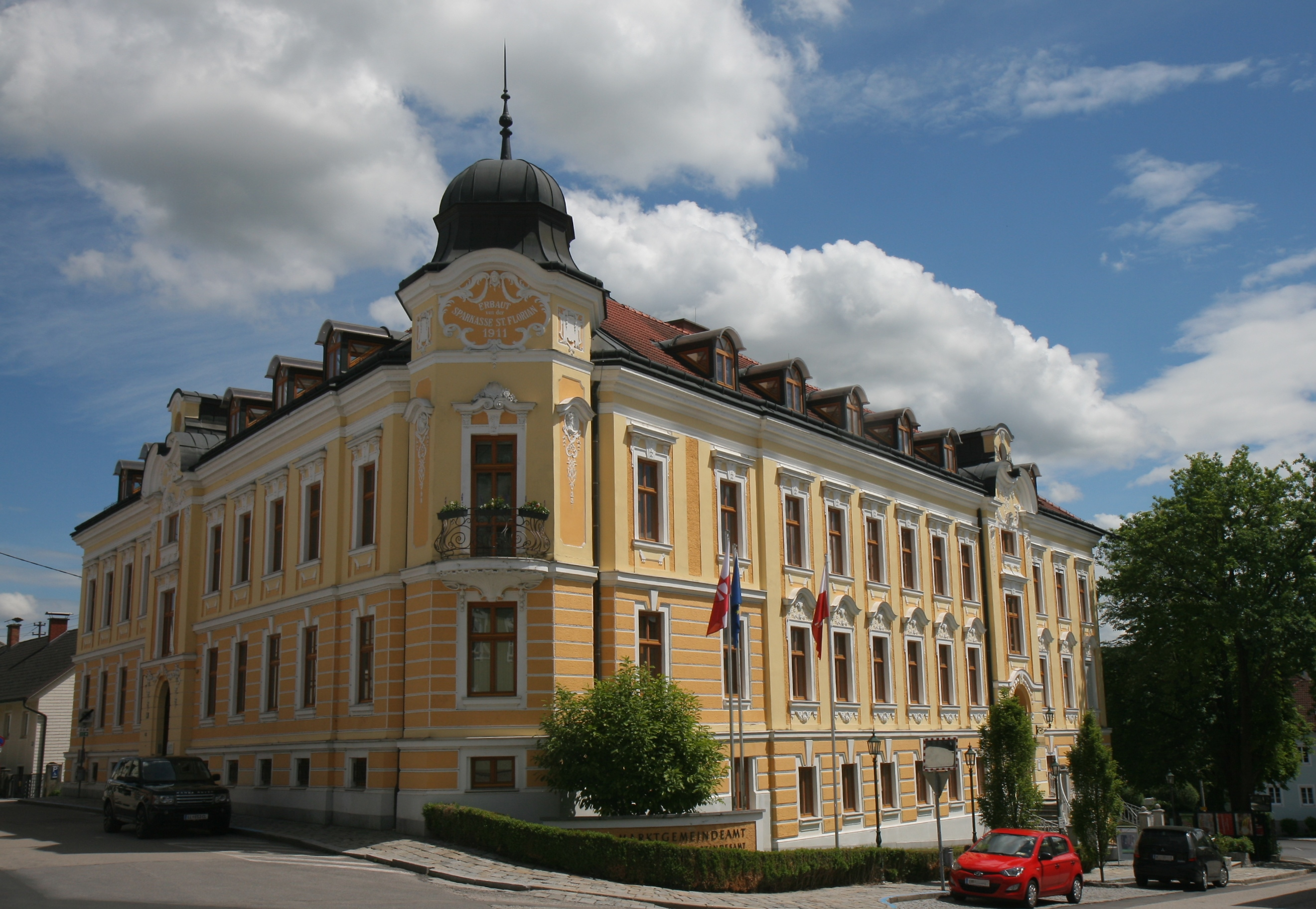
Marktgemeindeamt und Standesamt

- Mit den Gemeinderats- und Bürgermeisterwahlen in Oberösterreich 2003 hatte der Gemeinderat folgende Verteilung: 17 ÖVP, 13 SPÖ und 1 FPÖ.
- Mit den Gemeinderats- und Bürgermeisterwahlen in Oberösterreich 2009 hatte der Gemeinderat folgende Verteilung: 18 ÖVP, 8 SPÖ, 3 GRÜNE und 2 FPÖ.
- Mit den Gemeinderats- und Bürgermeisterwahlen in Oberösterreich 2015 hatte der Gemeinderat folgende Verteilung: 18 ÖVP, 6 SPÖ, 4 FPÖ und 3 GRÜNE.
- Mit den Gemeinderats- und Bürgermeisterwahlen in Oberösterreich 2021 hat der Gemeinderat folgende Verteilung: 17 ÖVP, 7 SPÖ, 4 GRÜNE und 3 FPÖ.[8][9]

Stärkste Fraktion im Gemeinderat waren wechselnd ÖVP und SPÖ, die Freiheitliche Partei Österreichs (FPÖ) spielte immer eine untergeordnete Rolle. 1973 konnte die SPÖ mit 54,8 Prozent noch die absolute Mehrheit einfahren, und auch 1979 gewann sie die absolute Mandatsmehrheit. Bei der Gemeinderatswahl 1985 konnte jedoch die ÖVP die absolute Mandatsmehrheit knapp vor der SPÖ erringen und den Bürgermeister stellen. In der Folge konnte die ÖVP bei jeder Wahl die absolute Stimmen- und Mandatsmehrheit erzielen, wobei sie 1991 mit 61,5 Prozent ihr bestes Ergebnis erreichte. Die SPÖ kam 1991 und 1997 nur auf 29,1 bzw. 33,4 Prozent und konnte 2003 immerhin wieder 41,4 Prozent erzielen. die FPÖ hatte 1997 mit 12,5 Prozent ihr bestes Ergebnis. Bei der Gemeinderatswahl 2009 verbuchte die ÖVP 56,1 Prozent und 18 Mandate für sich, die SPÖ musste mit 25,6 Prozent und acht Mandaten ihr schlechtestes Ergebnis hinnehmen. Die Grünen, die 2009 erstmals antraten kamen auf Anhieb auf 11,0 Prozent und drei Mandate, womit die Grünen die FPÖ überholen konnte. Die FPÖ kam auf 7,3 Prozent und zwei Mandate.

### Bürgermeister
- 2000–2020 Robert Zeitlinger (ÖVP)[11]
- seit 2020 Bernd Schützeneder (ÖVP)

### Sonstige Wahlen
Bei den Landtagswahlen belegt die ÖVP seit 1973 immer den ersten Platz, wobei sie mit Ausnahme der Jahre 1997 und 2003 immer eine absolute Stimmenmehrheit erzielen konnte. Ihr bestes Ergebnis erreichte sie 1979 mit 57,7 Prozent, ihr schlechtestes 2003 mit 46,6 Prozent. Die SPÖ war bei Landtagswahlen seit 1973 immer die zweitstärkste Partei, wobei sie Ergebnisse zwischen 23,4 und 40,8 Prozent verbuchen konnte. Die FPÖ belegte mit Ergebnissen zwischen 3,9 und 14,6 Prozent meist den dritten Platz, die Grünen belegten bei den letzten drei Wahlen den dritten oder vierten Platz. Bei der letzten Landtagswahl 2009 kam die ÖVP mit 51,7 Prozent neuerlich auf den ersten Platz. Die SPÖ kam nur noch auf 23,4 Prozent und musst ihr bisher schlechtestes Ergebnis hinnehmen. Drittstärkste Partei war die FPÖ mit 11,1 %, viertstärkste die Grünen mit 10,8 Prozent.

### Städtepartnerschaften
- Weißenkirchen in der Wachau in Niederösterreich, Österreich
- Innichen in Südtirol, Italien
- Tolmezzo, Region Friaul-Julisch Venetien, Italien

## Wappen
Offizielle Beschreibung des Gemeindewappens: Gespalten von Silber und Rot mit einem anstoßenden Tatzenkreuz in gewechselten Farben.
Das Tatzenkreuz gilt als Sinnbild für den Märtyrertod des hl. Florian, dessen Name Stift und Markt tragen. Dabei handelt es sich um das Wappen des Stiftes, das auch vom Markt verwendet wird. Der erste Nachweis dafür findet sich auf einem Siegel einer Urkunde von 1588. Bis 1940 wurde der hl. Florian als Schildhalter dargestellt.

## Persönlichkeiten

### Ehrenbürger der Gemeinde
- Wilhelm Neuwirth (1941–2021), Propst des Stiftes Sankt Florian 1987–2002

### Söhne und Töchter der Gemeinde
- Michael Lettmayr (1838–1894), Architekt und Baumeister
- Johann Ackerl (1851–1923), Stiftsherr und Professor am Stift Sankt Florian, Schriftsteller
- Ignaz Zibermayr (1878–1966), Historiker und Archivar
- Franz Forster (1896–1993), Bildhauer
- Josef Gruber (1922–1980), Politiker, Abgeordneter zum Nationalrat
- Karl Forstner (1928–2018), Bibliothekar und Historiker
- Ralf Weikert (* 1940), Dirigent
- Gernot Grömer (* 1975), Astrophysiker und Fernsehmoderator

### Personen mit Bezug zur Gemeinde
- Anton Bruckner (1824–1896), österreichischer Komponist, Organist und Musikpädagoge; von 1845 bis 1855 war Bruckner Organist im Stift und lebte in St. Florian
- Martin Breinesberger (1827–1890), oberösterreichischer Baumeister, lebte in St. Florian
- Wilhelm Bock (1895–1966), Bürgermeister von Linz, Augustiner-Chorherr, Stadtpfarrer von Vöcklabruck, lebte einige Zeit in St. Florian
- Eleonore Klee (1901–1994), deutsch-österreichische Buchbinderin und Buchrestauratorin im Meierhof des Stiftes St. Florian, lebte 50 Jahre in St. Florian
- Hannes Haybäck (1931–2018), Kunstpädagoge, Hochschullehrer und Rektor der Kunsthochschule Linz
- Franz Dieter Fischer (* 1941), Ingenieurwissenschaftler und Hochschullehrer, lebt in der St. Florianer Katastralgemeinde Taunleiten